# Josef Gruber (Wirtschaftswissenschaftler, 1935)
Josef Gruber (* 1935 in Gstreifet) ist ein deutscher Wirtschaftswissenschaftler und Hochschullehrer.

## Leben
Von 1955 bis 1957 besuchte er die Fachhochschule in Schönbrunn bei Landshut. 1959 legte er die Sonderreifeprüfung (Abitur) in Stuttgart ab. Von 1957 bis 1961 studierte er Landwirtschaft an der TU München und von 1961 bis 1965 im Zweitstudium in den USA (Graduiertenstudium der Volkswirtschaftslehre, Statistik, Ökonometrie und Agrarökonomik an der Iowa State University. Nach der Promotion 1965 zum Doctor of Philosophy in Economics an der Iowa State University, der zweiten Promotion 1967 an der TU München; Stipendiat des Cusanuswerks, der W.K. Kellogg-Stiftung und der Volkswagenstiftung und der Habilitation 1968 an der Technischen Universität München war er von 1965 bis 1971 Assistent, Lehrbeauftragter, Dozent und Abteilungsleiter für Marktlehre und (ökonometrische) Marktforschung am Institut für Agrarpolitik und landwirtschaftliches Marktwesen der TU München. Von 1972 bis 1976 lehrte er als Professor für Statistik und Ökonometrie an der Universität Kiel (hier erster Professor, der schwerpunktmäßig für das neue Fach Ökonometrie zuständig war). Von 1977 2001 war er Inhaber des Lehrstuhls für Statistik und Ökonometrie an der FernUniversität Hagen (vom 1. September 1976 bis zum 5. Januar 1977 vertretungsweise Wahrnehmung dieses Lehrstuhls). Seit 1992 ist er Mitglied der Akademie der Technologischen Wissenschaften der Ukraine. Am 28. Januar 1999 wurde ihm die Ehrendoktorwürde (Dr. h. c.) der Nationalen Wadym-Hetman-Wirtschaftsuniversität Kiew verliehen.

## Schriften (Auswahl)
- Die Ermittlung optimaler Werte wirtschaftspolitischer Instrumente zur Stabilisierung des amerikanischen Rindermarktes mit Hilfe einer ökonometrischen Methode. München 1967, OCLC 630594024.
- Ökonometrische Modelle des Cowles-Commission-Typs. Bau und Interpretation. Eine Einführung für Volkswirte, Betriebswirte und Agrarökonomen. Mit 12 Abbildungen und 17 Tabellen. Hamburg 1968, OCLC 4077289.
- Ökonometrie. Band 1. Einführung in die multiple Regression und Ökonometrie. München 1997, ISBN 3-8006-2045-6.
- Ökonometrie. Band 2. Ökonometrische Prognose- und Optimierungsmodelle. München 1997, ISBN 3-8006-2046-4.